# Temnotrema elegans
Temnotrema elegans is een zee-egel uit de familie Temnopleuridae.
De wetenschappelijke naam van de soort werd in 1918 gepubliceerd door Theodor Mortensen.